# امامزاده زید (تهران)
امامزاده زید مربوط به دوران‌های تاریخی پس از اسلام است و در تهران، محله بازار ـ انتهای جنوبی بازار بزازان واقع شده‌است. این اثر در تاریخ ۳۰ خرداد ۱۳۱۵ با شمارهٔ ثبت ۲۵۹ به‌عنوان یکی از آثار ملی ایران به ثبت رسیده‌است. آرامگاه لطفعلی خان زند در کنار این آرامگاه قرار دارد.

## مدفونین در محوطه بارگاه
- لطفعلی‌خان زند[۳]
- همچنین سلطان حسن میرزا پسر سلطان محمد خدابنده و برادر شاه عباس کبیر و نوه شاه تهماسب توسط فرستاده عمویش (شاه اسماعیل دوم) بنام کوسه علیقلی در تاریخ ۲۱ جمادی الاول ۹۸۵ ه ق (۲۵ مرداد ۹۵۶ شمسی) با طناب خفه شد و جنازه او در امامزاده زید تهران دفن شد.

## نگارخانه

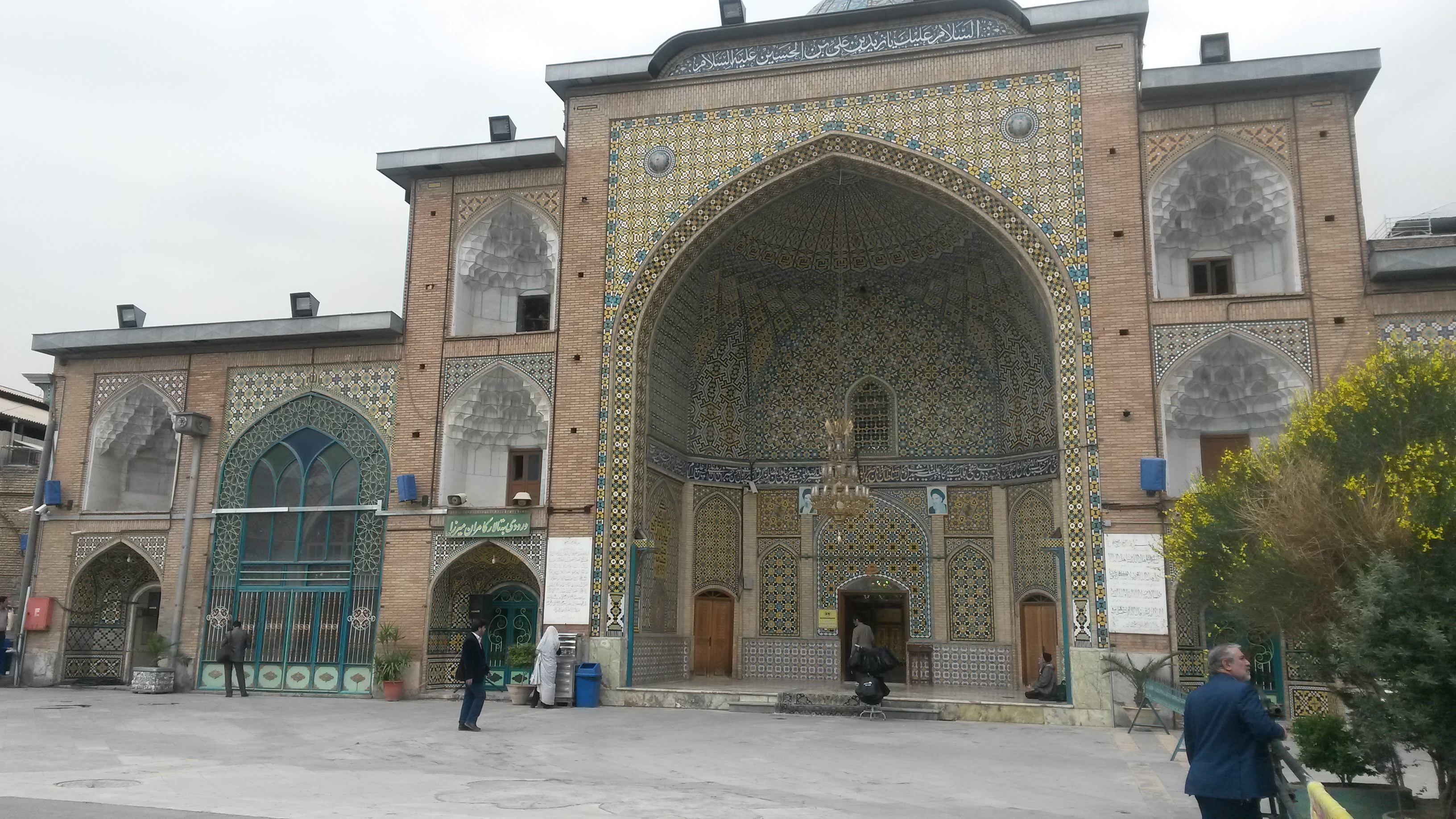
صحن
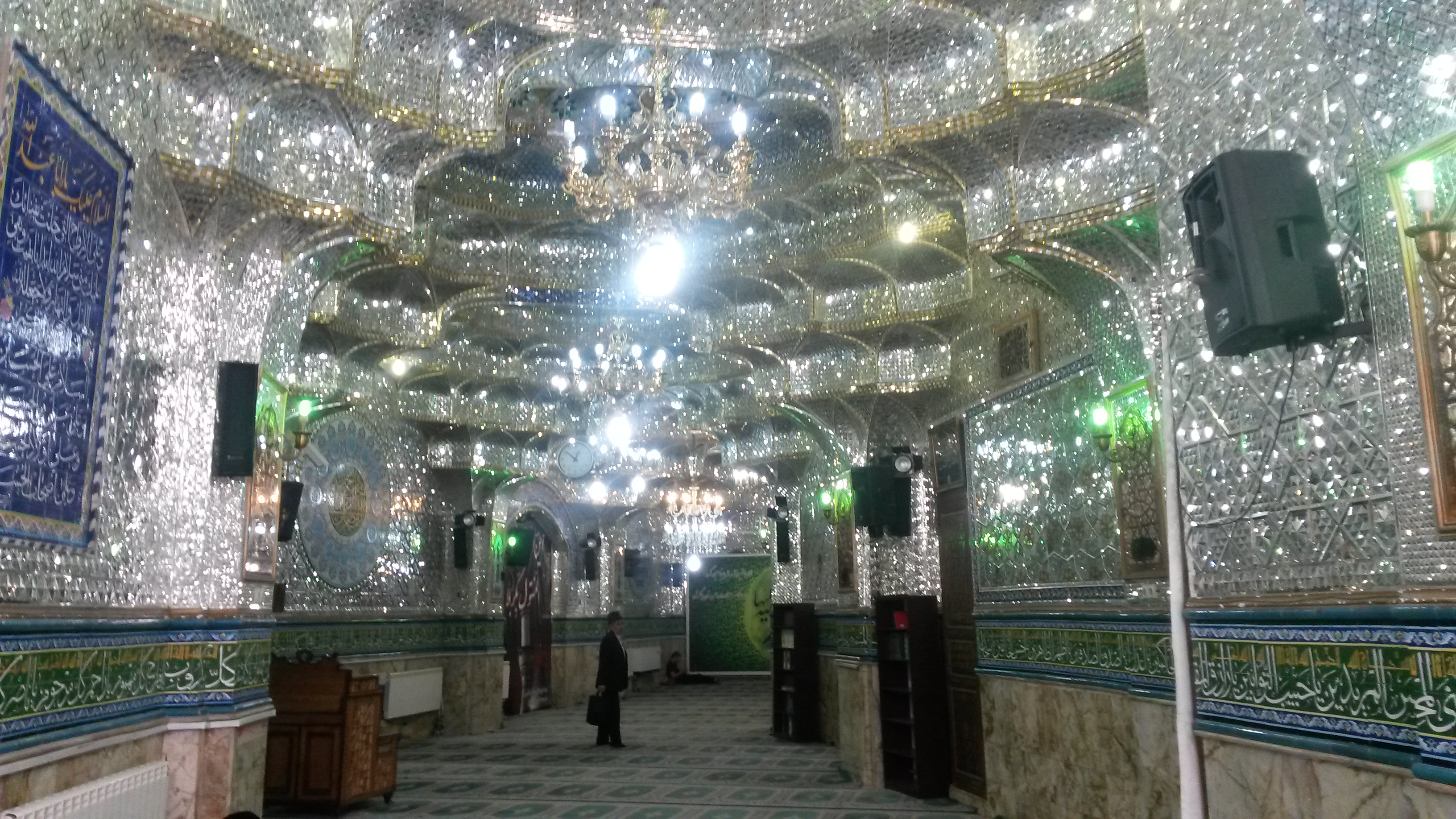
آینه کاری
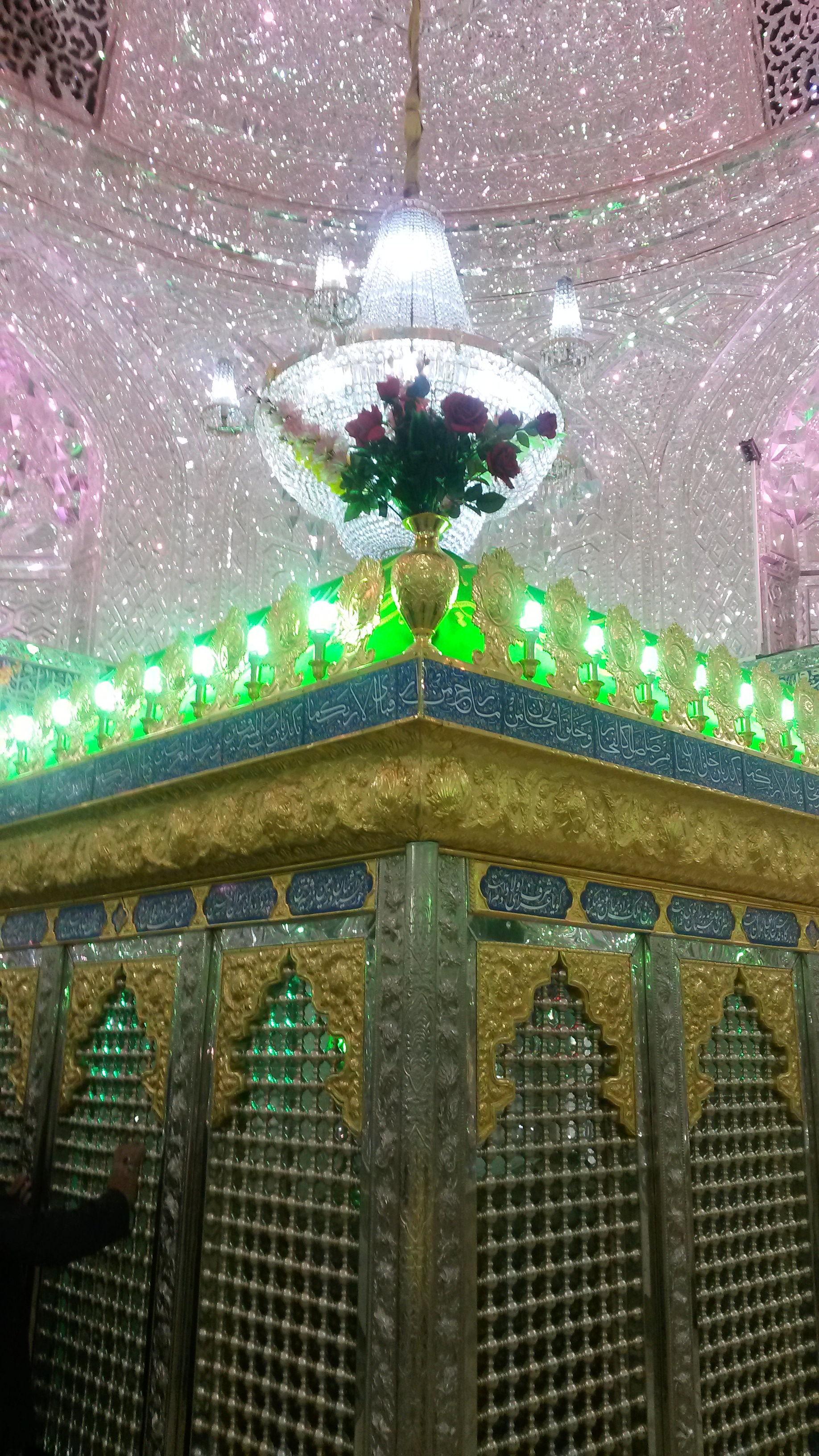
ضریح
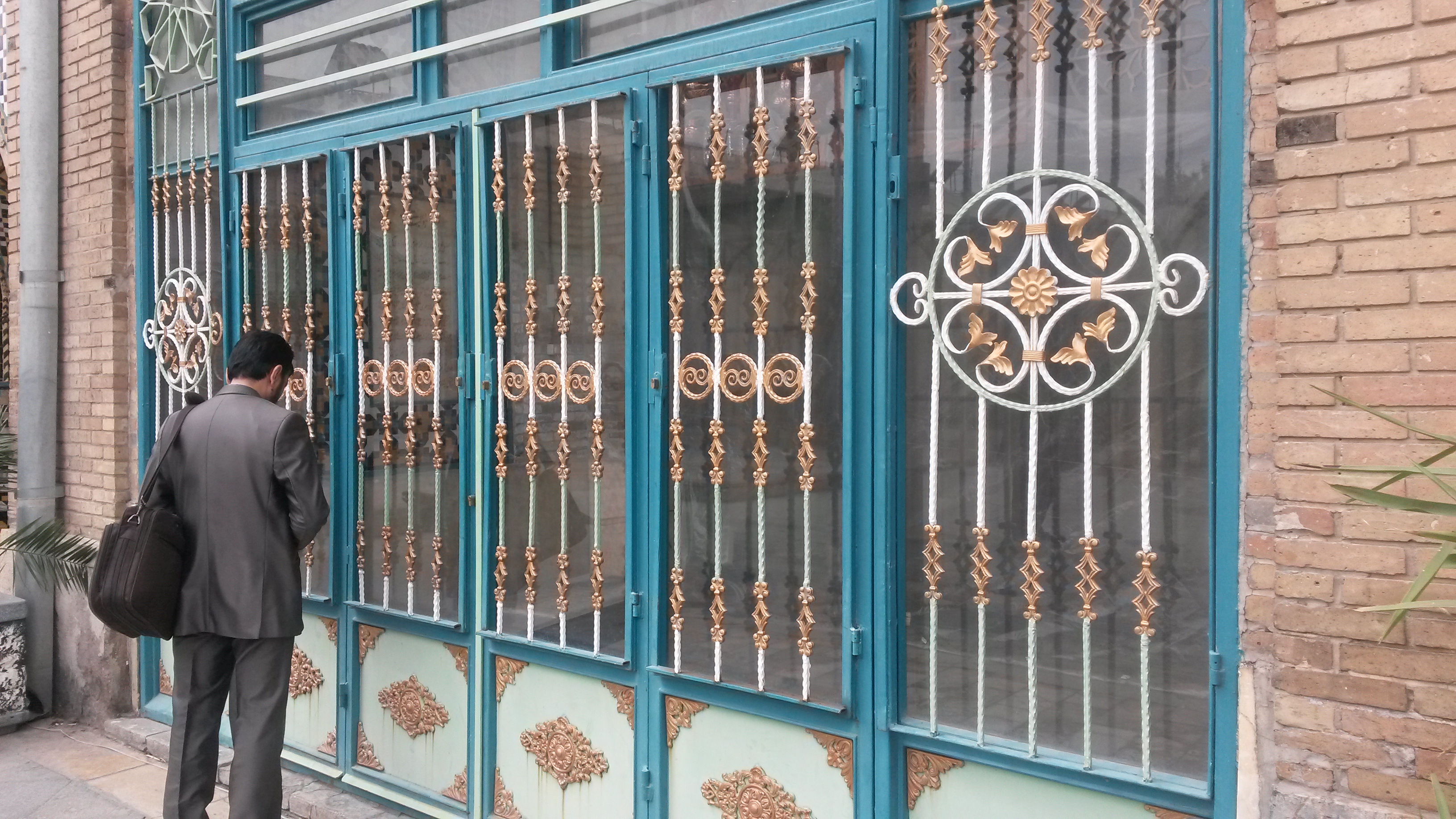
اتاق آرامگاه لطفعلی خان
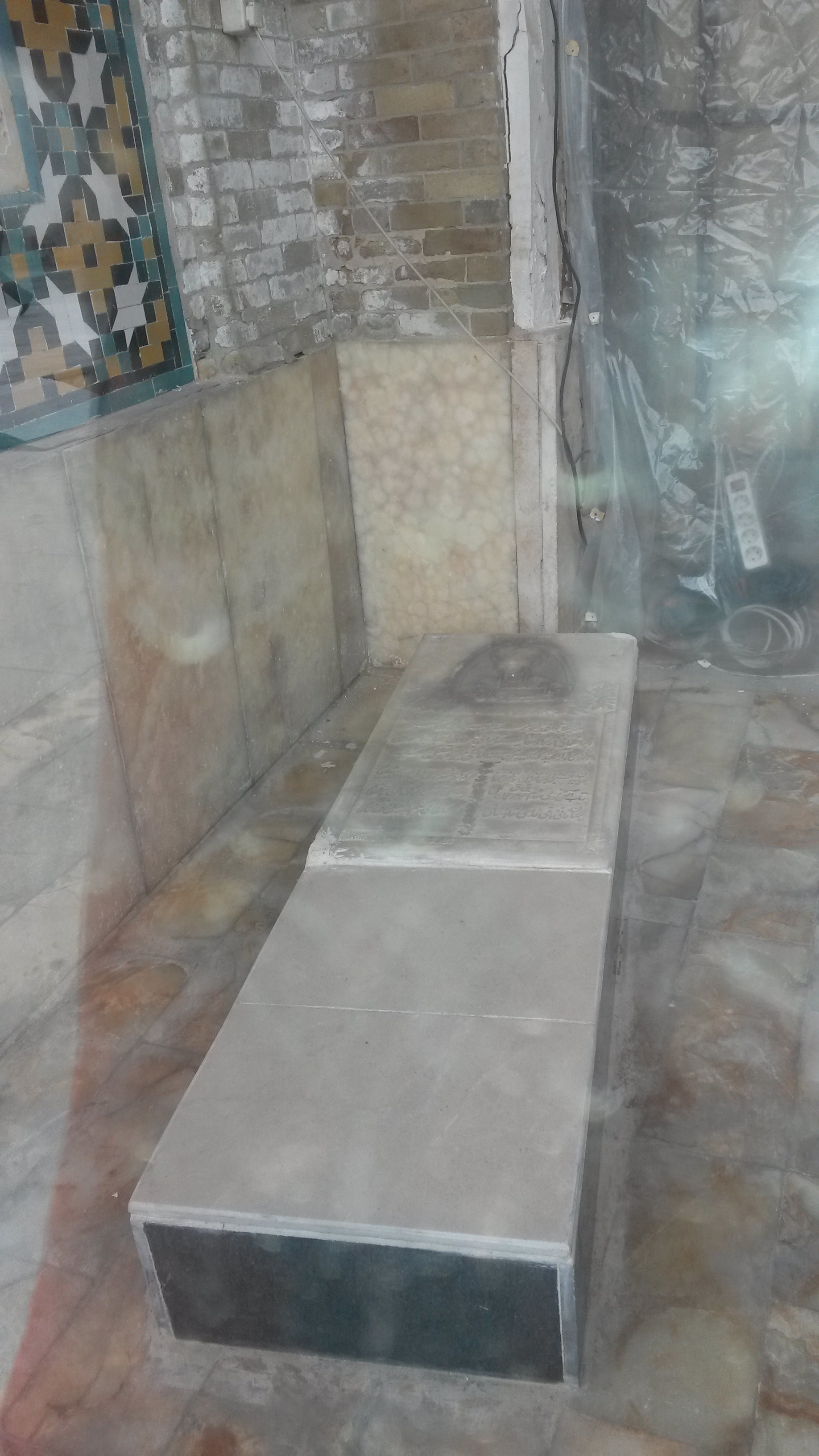
قبر لطفعلی خان
امامزاده زید ۱۳۸۰ بازار تهران
گنبد امامزاده زید
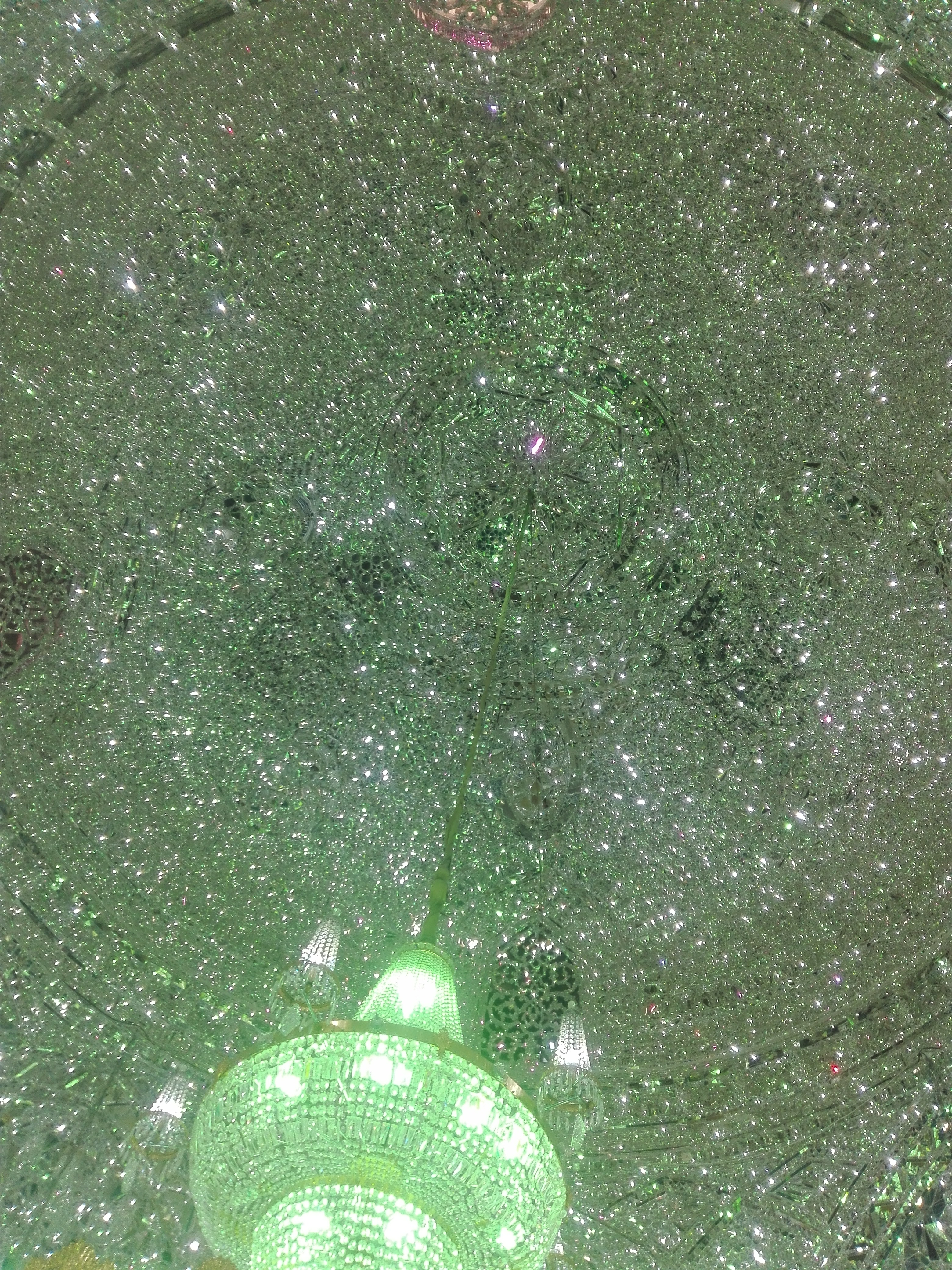
نمای داخلی گنبد